# Maria T-ta (cortometraje)
María T-Ta (2017) es un cortometraje documental dirigido por Noelia Vallvé Cancho, Ganador del Concurso Nacional de Cortometrajes del Ministerio de Cultura del Perú y del Festival de Cine Al Este de Lima.

## Sinopsis
Mediante una narración de voz en off que se alterna con imágenes de archivo e intervenciones analógicas, Noelia, narra la vida de Patricia Roncal, también conocida como María T-Ta. La crisis política y social de los años 80 es caldo de cultivo para el surgimiento del movimiento subterráneo, el cual, está conformado por diversos artistas multidisciplinarios, entre ellos, jóvenes que utilizan el punk como herramienta de protesta. Noelia nos muestra la importancia que la figura de  T-Ta tuvo en este movimiento, así como su autoexilio y alejamiento de la música. El mundo machista de la escena subterránea se ve transgredido por el ingreso de una mujer que utiliza su “chucha liberada” como arma de lucha en un momento en que las armas predilectas dejaban cuerpos detrás. Odiada, amada y mitificada, María T-Ta marca un punto de inicio para una lucha que se encuentra vigente.

## Producción
El documental recopila material de archivo de foto y video, entrevistas, tomas actuales (del momento en que se realizó el documental) y animación.

## Reparto
El documental cuenta diferentes entrevistados de quienes se utiliza solamente su voz.
- Carlos Troncoso Tamira Basallo
- Ivan Santos
- Ninfa Zúñiga
- Cecila Gomez
- Jocho Rodriguez
- Noelia Vallvé Cancho - Voz en off

## Participación en festivales
Participó en diversas ediciones de festivales y concursos peruanos e internacionales, entre los que se encuentra el Festival Al Este de Perú, Argentina y Francia en el año 2018, el Concurso Internacional de cortos feministas Dona'm Cine realizado en España el año 2019, el Festival Internacional de Cine de Hidalgo en México, el Festival de Cine Hecho Por Mujeres de Perú realizado en 2018, el Festival de Cine de Lima en el año 2019, entre otros.

## Premios
| Año  | Premios                                        | País           | Categoría                          | Resultado | Ref.  |
| ---- | ---------------------------------------------- | -------------- | ---------------------------------- | --------- | ----- |
| 2018 | Diversity in the Arts Awards                   | Estados Unidos | «Mejor cortometraje extranjero»    | Ganadora  | [ 1 ] |
| 2018 | Festival Internacional de Cine de Buenos Aires | Argentina      | «Mejor cortometraje internacional» | Ganadora  | [ 1 ] |